# Megaselia maculafemoralis
Megaselia maculafemoralis is een vliegensoort uit de familie van de bochelvliegen (Phoridae). De wetenschappelijke naam van de soort werd voor het eerst geldig gepubliceerd in 2008 door Disney.